# Соколов, Евгений Иванович
Евгений Иванович Соколов (род. 21 ноября 1929, Москва) — советский и российский кардиолог, диабетолог, академик РАМН (1995), академик РАН (2013).

## Биография
Родился 21 ноября 1929 года в Москве. Отец — Иван Дмитриевич Соколов (1901—1936); мать — Александра Васильевна Соколова (1904—1994).
В 1953 году окончил 2-й Московский медицинский институт и с 1956 года работал в клинике своего учителя А. А. Шелагурова и, одновременно преподавал на кафедре внутренних болезней института.
С 1967 по 1971 годы — работал в Центре космических исследований, занимался отбором и подготовкой космонавтов к полётам, где им были предложены принципы психовегетативного тестирования, которые применялись сначала при отборе космонавтов, а в последующем и в диагностике клинических пациентов.
В 1970 году защитил докторскую диссертацию по проблеме патологии миокарда: «Электролиты миокарда при сердечной недостаточности» — по итогам этой работы, посвящённой нарушениям обмена калия в миокарде у больных с сердечной недостаточностью, созданы поляризующие смеси для лечения больных с инфарктом миокарда и сердечной недостаточностью.
С 1971 года был заведующим кафедрой факультетской терапии в Московском медицинском институте имени Н. А. Семашко (ММСИ), с 1973 года — проректор по учебной работе, с 1982 по 2002 годы — ректор института, оставаясь все эти годы заведующим кафедрой внутренних болезней.
В 1988 году был избран членом-корреспондентом АМН СССР, в 1993 году избран академиком РАМН. В 2013 году — стал академиком РАН (в рамках присоединения РАМН и РАСХН к РАН).
Был членом редколлегии журналов «Кардиология» и «Фармакология и токсикология».

## Научная деятельность
Изучал проблемы переносимости организмом экстремальных воздействий и перегрузок, возможность длительного пребывания человека в условиях космоса, разработав критерии отбора лиц, пригодных по медицинским показаниям для работы в этих условиях.
Занимался также изучением патогенеза сердечной недостаточности, в частности исследованию электролитных нарушений, развивающихся при декомпенсации сердца; разработкой вопросов патогенеза гипертонической болезни, проблемами взаимосвязи эмоционального напряжения и гипертонической болезни, изучением нервных и гуморальных механизмов, реализующих реакцию сердечно-сосудистой системы на эмоциональное напряжение как у здоровых людей, так и у больных гипертонической болезнью. Им были исследованы психофизиологические детерминанты у лиц эмоционально напряженного труда (в частности, пилотов и операторов аэропортов), а также у больных гипертонической болезнью; вопросы оптимизации умственной деятельности с помощью фармакологических средств.
Автор более 100 научных работ и 6 монографий, четыре из которых переведены на иностранные языки: «Эмоции и патология сердца» (1984), «Эмоции и атеросклероз» (1987), «Сахарный диабет и атеросклероз» (1996), «Диабетическое сердце» (2003).

## Награды
- орден Дружбы народов
- Орден «За заслуги перед Отечеством» III степени (1999)[4]
- Орден «За заслуги перед Отечеством» IV степени (2020)[5]
- Орден Почёта (2009)[6]
- Премия АМН СССР имени Г. Ф. Ланга (1981) — за книгу «Эмоциональное напряжение и реакции сердечно-сосудистой системы»